# Fritura a presión

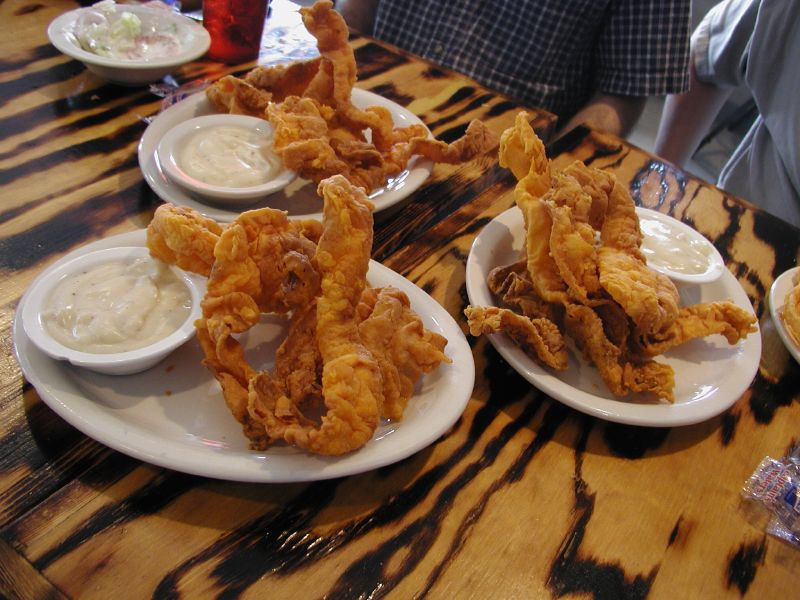
La fritura a presión.

La fritura a presión es una técnica culinaria de fritura de alimentos en aceite a presión subatmosférica en un sistema cerrado, de tal forma que baja la temperatura de ebullición del agua en el alimento y, por tanto, la temperatura del medio de fritura (por ejemplo aceite vegetal). Entre las ventajas está que el alimento posee un menor contenido de grasa, conserva mejor el color y el sabor natural; además, por la baja temperatura y el bajo contenido de oxígeno durante la fritura se prolonga la vida útil del aceite. Adicionalmente se previene la formación de acrilamida en productos propensos a ello. El proceso se emplea de forma regular en el procesado de algunos alimentos como puede ser el pollo frito.